# Station Plešivec

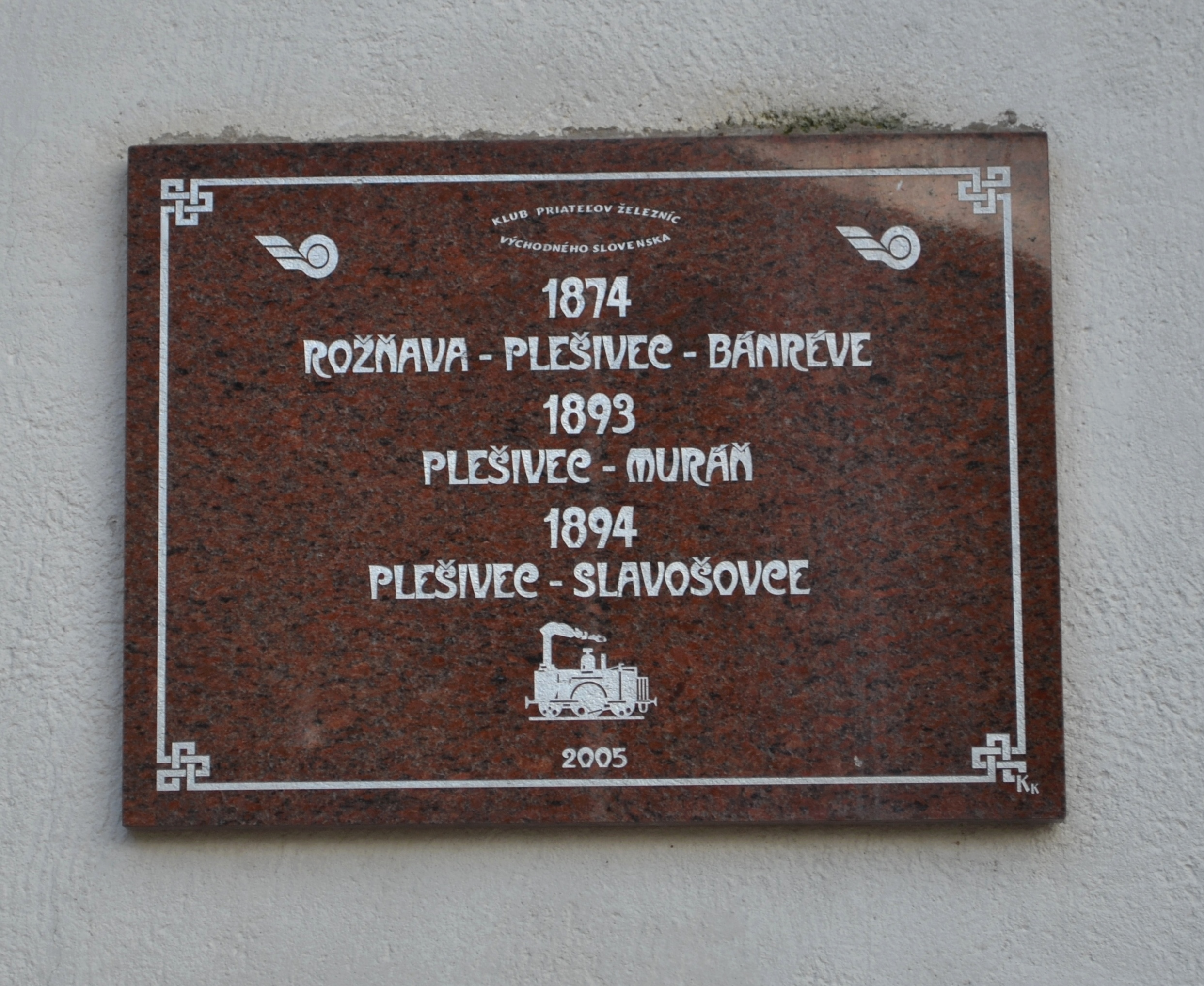
Herinneringsplaat met betrekking tot de indienststelling

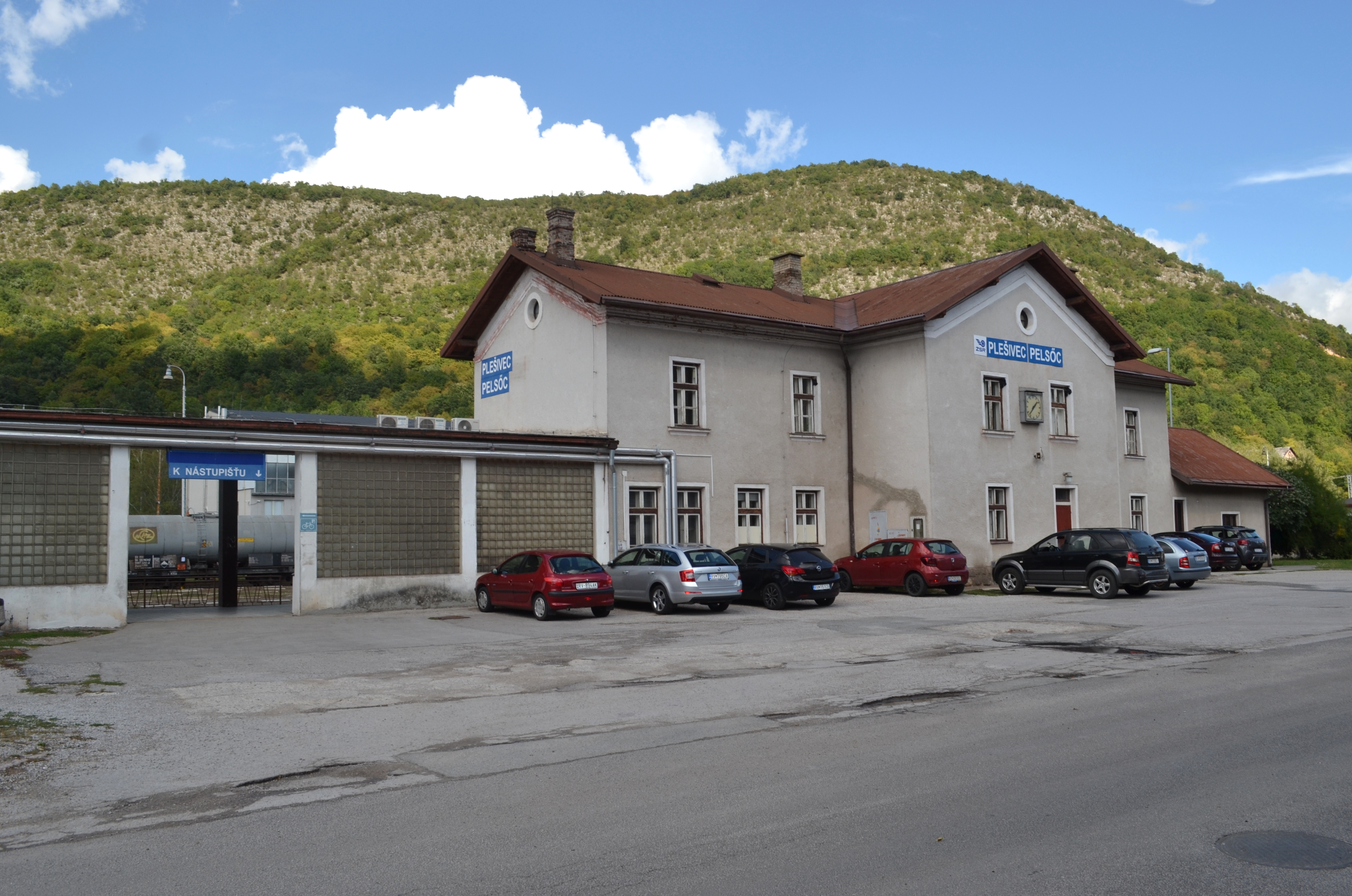
Het station. Vooraanzicht.

Het station Plešivec (in het Slowaaks: Železničná stanica Plešivec) is een spoorwegstation in de gemeente Plešivec in het zuiden van Slowakije. Het werd geopend in 1874.

## Ligging
Het station ligt aan de "Železničná ulica", in het noorden van de gemeente, op wandelafstand (± 5 minuten) van het centrum. Ten overstaan van dit dorpscentrum, ligt het aan gene oever van de Sajó. Het maakt deel uit van de niet-geëlektrificeerde hoofdlijn Zvolen-Košice.
Er zijn een vijftiental sporen voor allerlei activiteiten: de rit van reizigers- en goederentreinen, uitwijking van wagons, rangeringen...
In Plešivec is er een aftakking in noordwestelijke richting, naar Muráň (lijn 165) (41 km), en naar Slavošovce (lijn 166) (24 km) in de noordelijke richting.

## Dienstverlening
De spoorweginstelling behoort tot de infrastructuur van de ŽSR, terwijl anno 2023 het reizigersvervoer verzorgd wordt door de operator: ŽSSK.
In 2023 is er personeel aanwezig van de dienst "Verkeersleiding" doch geen personeel van de ŽSSK. Aanschaf van reisdocumenten aan een loket is niet mogelijk.

## Openbaar vervoer

### Treinen
Bij middel van snelle reizigerstreinen is Plešivec rechtstreeks of met overstap verbonden met verscheidene steden en gemeenten, onder meer met de hoofdstad: Bratislava.
Het regionaal aanbod met stoptreinen naar de kleinere stations in de onmiddellijke omgeving werd opgeschort op 9 december 2012.

### Autobus
Voor het streekvervoer per autobus is er nabij het gemeentecentrum een autobusstation met de naam: « Autobusova stanica Plešivec ». Dit is gelegen aan de « Zeleznicná ulica » (locatie: klik hier) nabij de kruispunten:
- Zeleznicná/Ceskoslovenskej armády,
- Ceskoslovenskej armády/Okruzna.